# Айдарколь-Кашари
Айдарко́ль-Каша́ри (каз. Айдаркөлқашары) — село у складі Шардаринського району Туркестанської області Казахстану. Входить до складу Коксуського сільського округу.
У радянські часи село називалось Ферма № 2 совхоза Коксуйський.
Населення — 552 особи (2021; 463 у 2009, 528 у 1999, 496 у 1989).